# Chigusa
Chigusa（チグサ、1980年9月13日 - ）は、日本のラジオパーソナリティ。
本名は山口 ちぐさ（やまぐち ちぐさ）。アメリカ合衆国カリフォルニア州ロサンゼルス出身。国際基督教大学教養学部卒業。英語を操るバイリンガル。

## 人物
生後間もなくニューヨークへ移住し、4歳で帰国。幼稚園から高校まで東京のインターナショナル・スクールで学ぶ。大学では、人文学科で美術史を学ぶ。また、大学時代からストリートダンスを始めると同時に、数多くのイベントMCを務める。このときの所属サークルは東京理科大学神楽坂キャンパスの「aquarius」であった。大学卒業後は、BMGファンハウス・洋楽制作本部（現:ソニー・ミュージックジャパンインターナショナル・RCA/JIVEグループ）を経て、退職後フリーでMC活動をスタート。

## 現在の担当番組
- HEART OF ALOHA（JFN）
- 流派-R（テレビ東京他）
- イチサン! -Three times a day-（MUSIC ON! TV）
- JAPAN MOVE UP（JFN）

## 過去の担当番組
- Japanesepod101.com と女優
- Switch!（JFN）※水曜日・木曜日担当
- Bible（TOKYO FM）
- A'll that RADIO（TOKYO FM）※赤坂泰彦のピンチヒッター
- RADIO DefDeeper（InterFM）
- DIARY（TOKYO FM）
- Sound Cruising with YOKOHAMA TIRE（TOKYO FM・FM AICHI・Date fm）
- Flavor-Flavor（JFN）
- 4ROOMS（TOKYO FM）
- Flowers（真木ひろかの後任　JFN、2011年10月 - 2013年3月）